# Reginald Campbell Thompson

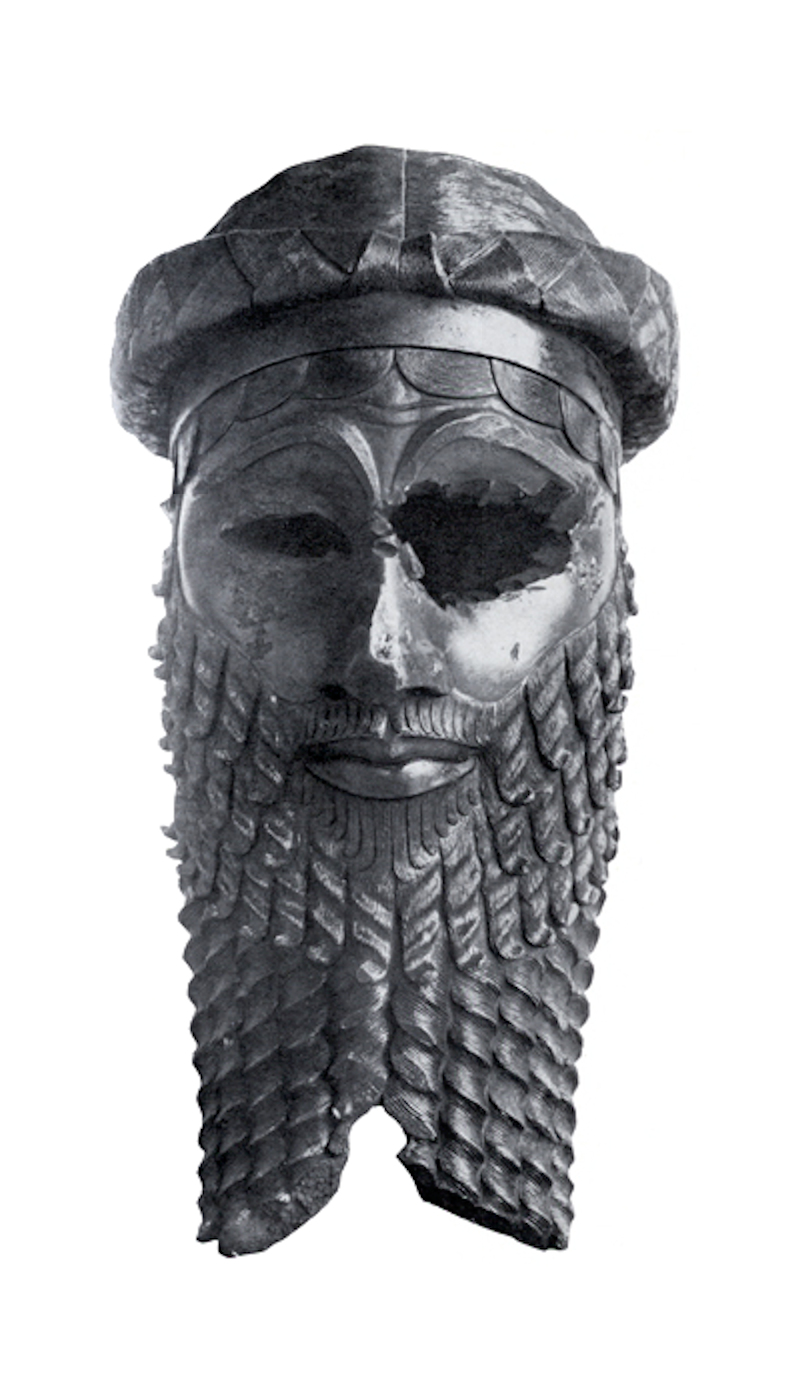
Cap de bronze d'un rei accadi exhumat a Nínive per l'equip de Thompson

Reginald Campbell Thompson (21 d'agost del 1876 - 23 de maig del 1941) fou un arqueòleg, assiriòleg i especialista en escriptura cuneïforme del Regne Unit. Dirigí excavacions a Nínive, Ur, Nebó i Carquemix, entre molts altres llocs.

## Biografia
Thompson nasqué a Kensington i fou educat a Colet Court, St Paul's School i el Caius College, on aprengué llengües orientals (hebreu i arameu).
El 1904 trobà les restes del temple de Nabu a Nínive, que el 2016 serien destruïts per Daeix.
El 1918, Mesopotàmia caigué en mans britàniques i els fideïcomissaris del Museu Britànic demanaren que un arqueòleg acompanyés l'exèrcit en campanya per salvaguardar les antiguitats. Com a capità del Servei d'Intel·ligència destacat a la regió i exajudant al Museu Britànic, la tasca recaigué en Thompson. Després d'una breu investigació d'Ur, dirigí excavacions a Èridu i els túmuls de Tell al-Lahm.
Després de la Primera Guerra Mundial, treballà al Merton College.
El 1931 convidà l'escriptora Agatha Christie i el seu marit, l'arqueòleg Max Mallowan, a l'excavació de Nínive. Ella dedicà la seva novel·la La mort de Lord Edgware «al Dr. i la Sra. Campbell Thompson». Al seu torn, ell dedicà el seu melodrama en vers blanc Digger's Fancy «a Agatha i Max Mallowan».
Morí el 1941, quan tenia 64 anys, mentre patrullava el Tàmesi amb la Home Guard.